# Доса

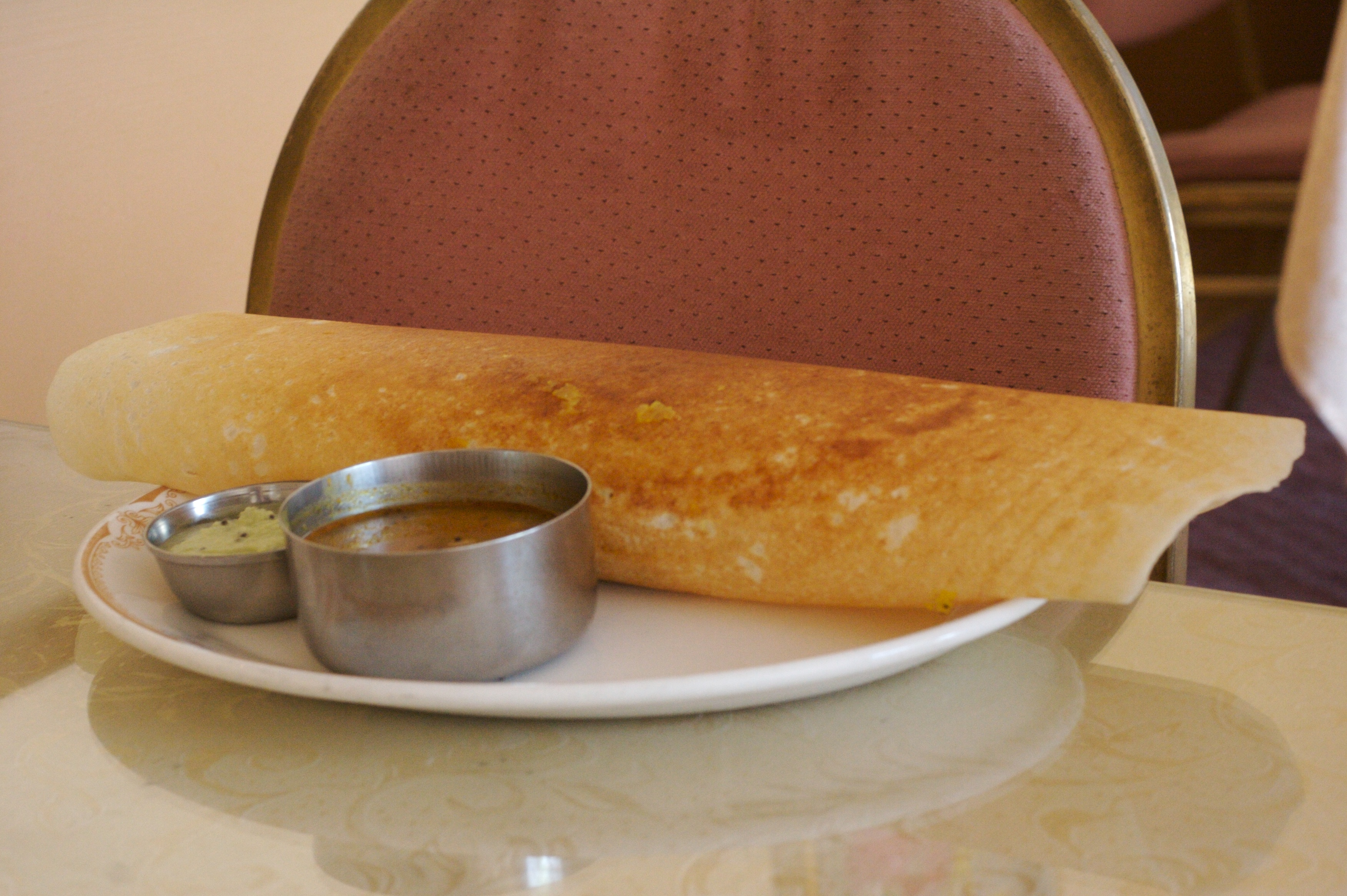
Доса вместе с чатни и самбаром

Доса, или досаи (там. தோசை, телугу దోసె, малаял. ദോശ, канн. ದೋಸೆ, хинди दोसा (व्यंजन)) — распространённое у народов Южной Индии блюдо; тонкие, хрустящие блинчики из чечевичной и рисовой муки, испечённые на круглой, литой чугунной сковороде.
Для приготовления некоторых видов доса (рава доса) используется манная крупа. Является ежедневной пищей для населения индийских штатов Андхра-Прадеш, Тамилнад, Карнатака, Керала, а также в Малайзии и Сингапуре, где проживают большие группы населения южноиндийского происхождения. Подаются обычно вместо хлеба или как гарнир к другим блюдам на завтрак или обед, в первую очередь с самбар, чатни, индийским пайклом, милагай поди, жареными цыплятами, далом, фиш-карри (в Тамилнаде) и др.
Существует множество разновидностей доса:
- эгг доса[1] — с омлетом.
- чили доса[2] — с посыпанным тёртым перцем чили.
- опен доса — с посыпанным в процессе приготовления порошком чатни. Готовится с картофелем.
- масала доса — готовится с картофелем и пряностями масала.

Известны также луковые, сырные, масляные и многие другие доса.